# Senofonte
Senofonte, figlio di Grillo del demo di Erchia (in greco antico: Ξενοφῶν?, Xenophôn; Atene, 430/425 a.C. circa – Corinto, 355 a.C. circa), è stato uno storico, filosofo e politico ateniese.
Fu scrittore poligrafo e del quale ci sono pervenute tutte le opere complete, una circostanza che ha fatto di lui una delle fonti maggiori per la conoscenza dei suoi tempi. In particolare da lui, oltre che da Platone, provengono molte notizie riguardanti la vita e i detti di Socrate, del quale fu alunno. È stato soprannominato dalla Suda "l'ape attica", per la semplicità e la chiarezza della sua prosa.

## Biografia

### Origini sociali e formazione[3]
Proveniva dal demo di Erchia, figlio di Grillo, un personaggio del quale nulla si può dire al di là di certe indirette supposizioni che lo farebbero rappresentante di una famiglia agiata, appartenente forse all'ordine dei cavalieri. Ciò appare probabile sia in virtù della dimestichezza di Senofonte con l'arte equestre, sia dalla militanza di questi, e dei suoi figli, nella cavalleria ateniese. L'agiatezza delle origini è comunque provata dalla buona educazione ricevuta, che lo vide allievo dei sofisti Prodico e Isocrate. In gioventù, poco più che ventenne, entrò anche in contatto con Socrate, di cui fu discepolo per almeno tre anni, un'esperienza che si rivelò determinante per la sua educazione. La sua Apologia di Socrate si discosta per certi versi da quella di Platone; questo ha dato luogo a molti dibattiti sulla figura storica di Socrate.

### La breve militanza politica ateniese
Senofonte militò nei cavalieri, che influirono sulle sue scelte politiche conservatrici e filo-spartane: appoggiò sicuramente il regime dei Trenta tiranni (così come, in precedenza, aveva appoggiato la Boulé dei Quattrocento, della quale anche Tucidide era stato membro).
Lo storico Luciano Canfora, su una stringente ricostruzione filologica delle fonti, ipotizza che fosse uno dei due ipparchi al servizio dei Trenta; pensa inoltre che, quando Trasibulo restaurò la democrazia, Senofonte abbia seguito gli oligarchi anche nel loro esilio a Eleusi, lasciando poi Atene quando essi furono massacrati (401 a.C.). Questo fatto, secondo lo storico, sarebbe testimoniato dalla mancanza di notizie riguardanti il periodo tra il 403 e il 401, che infatti non figura nelle Elleniche.
Nella primavera del 401, infatti, Senofonte si trova in Asia Minore, prima a Efeso e poi a Sardi, invitatovi dal tebano Prosseno, a cui era legato da antichi vincoli di ospitalità.

### L'Anabasi di Ciro

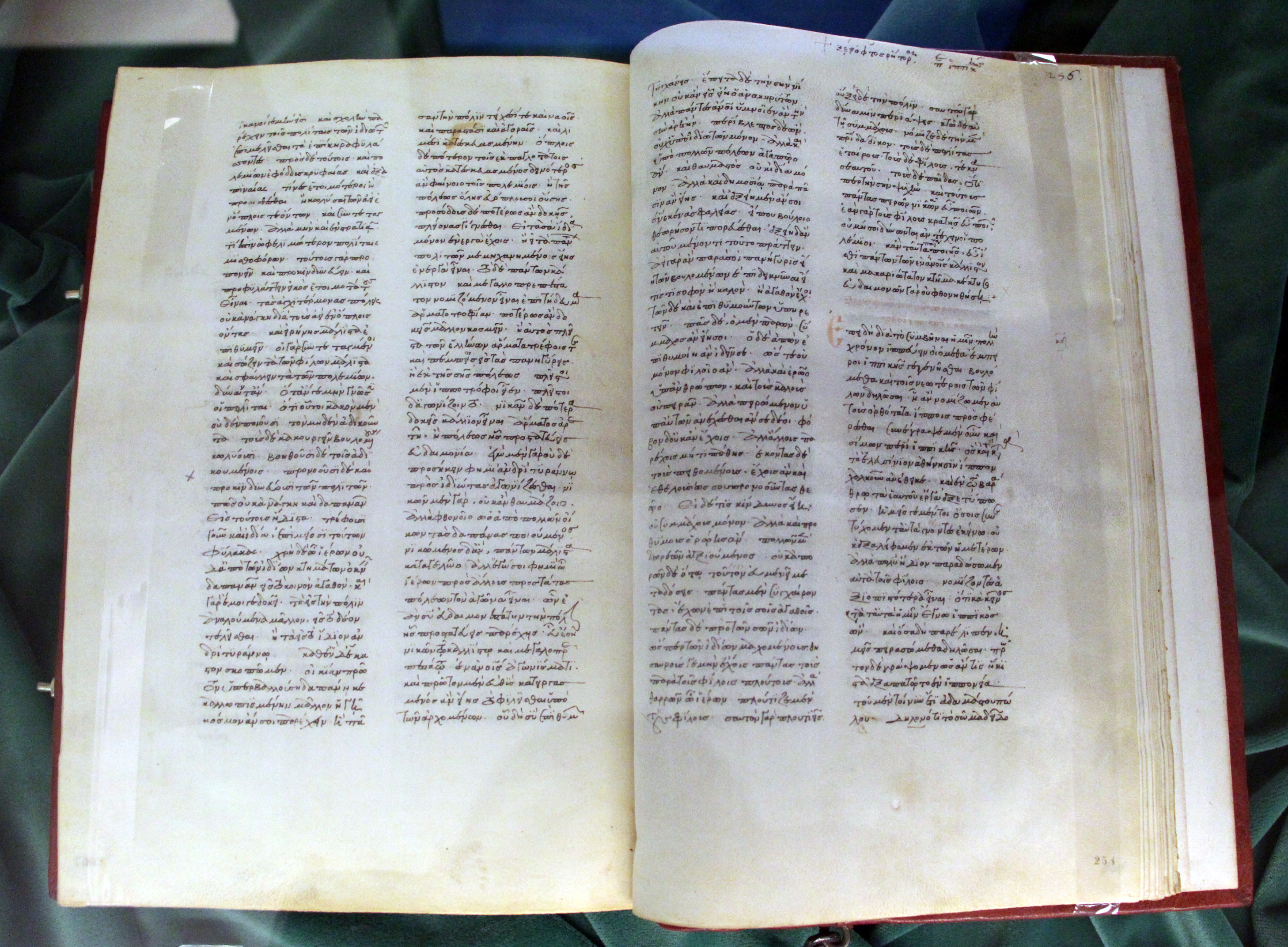
Opere di Senofonte in un manoscritto del 1417-19 circa

Nel 401 a.C., sempre su invito di Prosseno, partecipò a una spedizione di mercenari greci comandati da Clearco di Sparta e ingaggiati, dopo la fine della guerra del Peloponneso, da Ciro il Giovane nel suo tentativo di sostituire sul trono di Persia il fratello maggiore imperatore Artaserse II di Persia.
Nella battaglia di Cunassa (3 settembre dello stesso anno) i Greci riportarono la vittoria sul loro fronte, ma Ciro, spintosi troppo oltre nel tentativo di uccidere personalmente il fratello, trovò invece la morte. Clearco, invitato a negoziare con le forze di Artaserse, fu vittima, insieme agli altri strateghi greci, di un inganno ordito da Tissaferne, consigliere di Artaserse, nel quale furono sopraffatti e uccisi tutti i comandanti greci, incluso Prosseno. Il contingente greco, che contava circa diecimila uomini (i famosi Diecimila), si trovò sbandato e disorientato, privo di ogni guida, in un territorio ostile, a migliaia di chilometri dalla patria. I soldati seppero però darsi dei buoni condottieri, tra i quali lo stesso Senofonte, e con un'epica marcia verso il nord attraverso l'Armenia, raggiunsero Trapezunte (Trebisonda), sul Mar Nero (allora Ponto Eusino). Di qui si imbarcarono per la Tracia, per poi tornare al luogo di concentramento di Tibron, nei pressi di Pergamo, a nord-ovest di Sardi (punto di ritrovo all'inizio dell'Anabasi) e infine raggiunsero la Grecia. Il racconto di questa impresa è contenuto nella più nota delle opere di Senofonte, l'Anabasi.

### Al seguito di Agesilao di Sparta
Le conseguenze politiche della fallita spedizione di Ciro non si fecero attendere: nel mutato quadro venutosi a determinare, Sparta decide un intervento contro Farnabazo in favore delle città greche della Ionia. Della spedizione, guidata dal re di Sparta Agesilao, farà parte anche Senofonte, che già a Pergamo aveva consegnato i superstiti dei Diecimila al generale spartano Tibrone, determinandone l'arruolamento nelle file spartane.
Nel 394, Senofonte partecipa probabilmente alla battaglia di Coronea, schierato con Sparta al seguito di Agesilao e contro la sua stessa città, coinvolta nell'alleanza con Tebe.
Senofonte compose a tal proposito l'operetta Agesilao: un encomio caratterizzato da una forte impostazione retorica dove sono descritte le imprese e le virtù del re spartano, che gli era stato amico e protettore. Quest'opera si pone come modello per il futuro genere della biografia.

### L'esilio
Per questo motivo, o forse per essere stato mercenario di Ciro (ma più probabilmente già per il suo coinvolgimento nel governo dei Trenta tiranni nel 404 a.C.), fu esiliato da Atene e privato di tutti i beni cittadini.
Nel 390 ottenne dagli Spartani una proprietà a Scillunte, una località dell'Elide, tra Sparta e Olimpia, dove trascorse un esilio all'incirca ventennale. La fattoria di Scillunte si rivelò un ritiro sereno e prolifico in senso sia letterale sia letterario: fu in questo periodo che sposò una donna di nome Filesia, dalla quale ebbe due figli, Diodoro e Grillo, che, sotto la guida di Agesilao, ricevettero l'agoghé (ἀγωγή), l'educazione spartana. Negli stessi anni, probabilmente prima del 380 a.C., redasse e pubblicò l'Anabasi.
Nella sua fattoria, lontano dalle piccole ambizioni politiche, si dedicò interamente alla coltivazione, al culto degli dei e dell'ospitalità, all'equitazione e, nei dintorni ricchi di selvaggina, alla caccia.
Ma questa parentesi appagata e agiata cessò bruscamente dopo la sconfitta che gli Spartani subirono nel 370 nella battaglia di Leuttra per opera di Epaminonda: Scillunte fu conquistata dagli Elei e Senofonte fu costretto a riparare con la famiglia in vari luoghi finché, resosi conto dell'irrimediabile perdita dei beni, rinunciò a ogni perorazione e decise di stabilirsi a Corinto.

### Il miglioramento dei rapporti con Atene
Fu allora che, dopo molti anni di lontananza, giunse una schiarita nei rapporti con la sua città d'origine, a cui non fu estraneo il migliorato quadro dei rapporti tra Sparta e Atene: fu infatti intorno al 368 (o 367) che, su proposta di Eubulo, Senofonte vide annullarsi il provvedimento di bando e confisca.
A questo fece seguito il riconoscimento della cittadinanza ateniese per i figli e l'assegnazione di un risarcimento per i danni subiti a seguito del provvedimento di esilio; in questi stessi anni è probabile che facesse temporaneo ritorno in patria.
Una prova del suo ricongiungimento con la città natale e del suo rinnovato interesse verso Atene è dato sia dalla composizione dei "Poroi" (che contengono riferimenti a fatti successivi al 355), sia dagli encomi composti in città a seguito della morte del figlio Grillo nella battaglia di Mantinea.

### La morte
Senofonte visse a Corinto fino alla sua morte, avvenuta attorno al 355 a.C.; altre fonti, comunque, sostengono che morì ad Atene.

## La prosa e la lingua

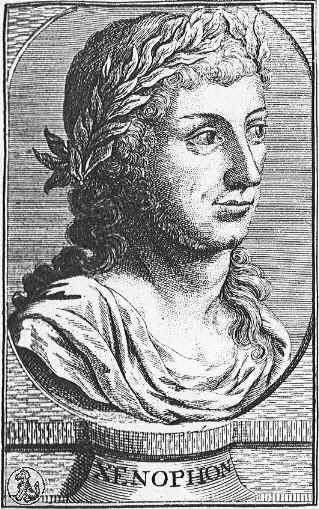
Senofonte

Riguardo alla prosa di Senofonte il giudizio tramandato dal lessico della Suda è positivo: Senofonte ha infatti goduto, dall'antichità fino ai tempi moderni, di unanime apprezzamento per la peculiare sobrietà e chiarezza della prosa, frutto non solo di un istintivo senso della misura e del bello, ma anche di un'intenzionale e studiata ricerca della semplicità nella costruzione della frase; queste caratteristiche hanno fatto di lui un vero e proprio modello di stile per oratori e prosatori di epoche successive.
Quale naturale conseguenza delle sue vicende e delle sue frequentazioni, la lingua usata da Senofonte si caratterizza per l'accoglimento di elementi e costrutti provenienti dai più diversi ambiti dialettali e letterari del mondo greco: così vi si riconoscono in particolare gli influssi della prosa scritta ionica, anche di carattere tecnico (e quindi del corrispondente dialetto) ma anche elementi linguistici estranei alla prosa attica e ionica o addirittura provenienti dal registro linguistico parlato.
Tutto questo fa sì che la sua lingua non può essere ascritta a una sfera di purezza dialettale attica (almeno nel senso dei fraintendimenti atticisti) ma, nella nostra ottica, debba essere considerata un'anticipatrice di fenomeni linguistici che porteranno alla formazione della koinè, la lingua comune dell'epoca ellenistica.
Questa contaminazione linguistica non ha impedito il sorgere di un equivoco atticista, che ha voluto vedere, nella sua lingua, un modello di quella presunta purezza linguistica attribuita al dialetto attico: un equivoco provvidenziale al quale, probabilmente, sono dovute la trasmissione e la conoscenza moderna delle sue opere.
Il maggiore limite dell'autore è quello di essere selettivo nella sua storiografia: Senofonte non rinuncia a far trasparire la sua visione politica elitaria e aristocratica (datagli già dalla sua educazione giovanile) e spesso censura ciò che non ritiene utile per i suoi fini; i fatti risultano perciò talvolta alterati. Da lodare tuttavia la sua abilità nella descrizione dei tratti psicologici di un personaggio o di interi popoli e anche di battaglie e avvenimenti. L'aver vissuto in prima persona guerre e tutte le situazioni di disagio a essa legate accentua il pathos che traspare dalle sue opere storiche (esemplificativo, nell'Anabasi, è l'episodio dei Diecimila che giungono in vista del mare e gridano esultando Thalatta! Thalatta! abbracciandosi in lacrime).

## Opere
- Opere storiografiche
  - Anabasi
  - Ciropedia
  - Elleniche
  - Agesilao
  - Costituzione degli Spartani
- Opere su Socrate e dialoghi

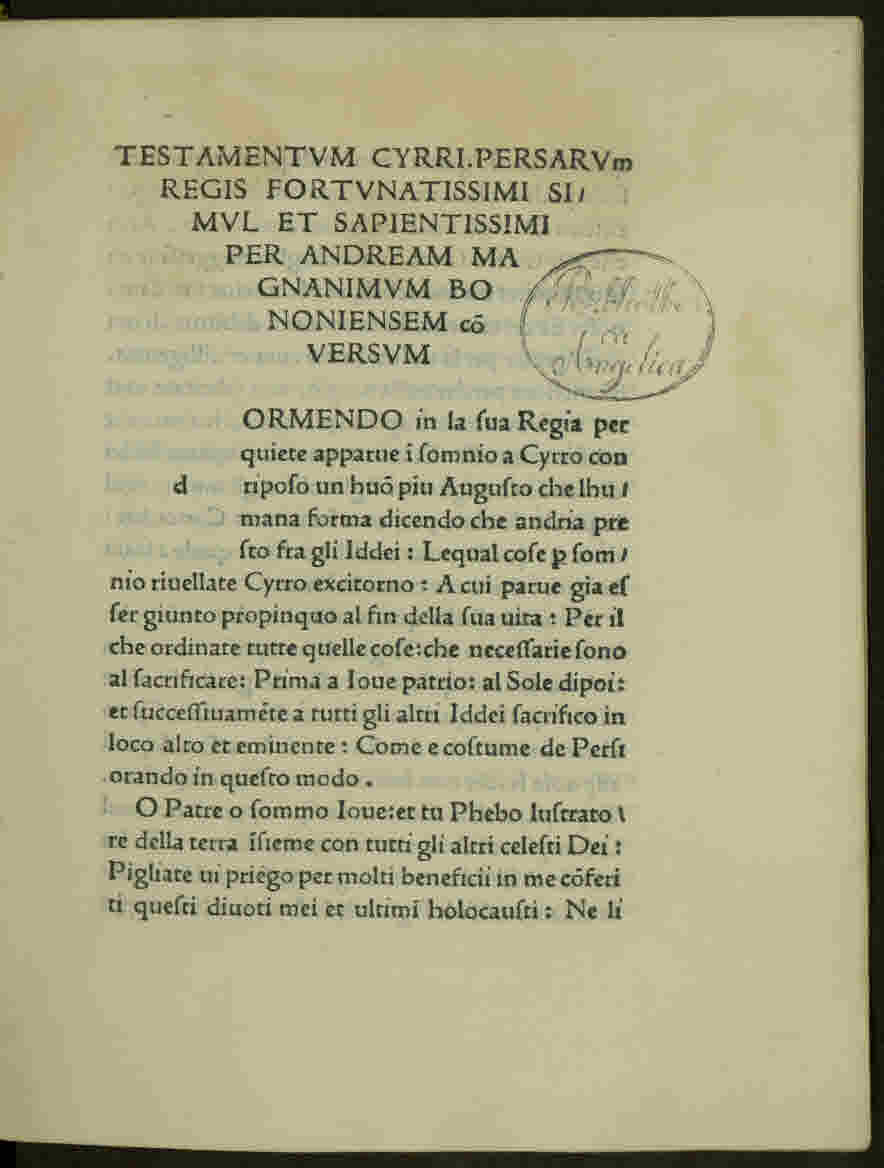
Un'edizione del 1494

  - Memorabili o Detti memorabili di Socrate
  - Apologia di Socrate
  - Economico
  - Simposio o Convivio
  - Ierone
- Trattati tecnici
  - Sull'equitazione
  - Ipparchico
  - Cinegetico
  - Poroi

### Pseudo-Senofonte
La tradizione antica attribuiva a Senofonte anche una sorta di pamphlet sulla Costituzione degli Ateniesi, ma la critica moderna è tuttora indecisa sulla sua attribuzione. Si attribuiscono a Senofonte anche alcune lettere.

## Nei romanzi
Senofonte è il protagonista de L'armata perduta, romanzo di Valerio Massimo Manfredi incentrato sulla sua Anabasi.